# Cocodril del Nil
El cocodril del Nil (Crocodylus niloticus) és una espècie de cocodril africana que és comuna a Somàlia, Etiòpia, Kenya, Egipte i Zàmbia. És el rèptil vivent més gran després del cocodril marí: mesura entre 4,1 i 5 m de longitud i pesa devers 400 kg. S'han enregistrat alguns exemplars excepcionals de 6,1 m i 900 kg.